# Jakub Jurka
Jakub Jurka (* 13. Juni 1999 in Olomouc) ist ein tschechischer Degenfechter.

## Erfolge
Jakub Jurka ging bei den 2021 ausgetragenen Olympischen Spielen 2020 in Tokio im Einzel an den Start, wo er bereits in der ersten Runde dem Japaner Kazuyasu Minobe mit 14:15 knapp unterlag und ausschied. Auch bei den Europaspielen 2023 in Krakau scheiterte Jurka in der ersten Runde des Einzels, während er mit der Mannschaft den sechsten Platz belegte. Ein Jahr darauf verpasste er mit der Mannschaft bei den Europameisterschaften in Basel als Vierter knapp einen Medaillengewinn. Bei den Olympischen Spielen 2024 in Paris überstand Jurka in der Einzelkonkurrenz diesmal seine Auftaktrunde. Mit 15:8 bezwang er den Ägypter Mahmoud Mohsen und traf in der zweiten Runde auf Gergely Siklósi aus Ungarn, der Jurka mit 15:5 besiegte. Wesentlich erfolgreicher verlief der Mannschaftswettbewerb. Gemeinsam mit Jiří Beran, Martin Rubeš und Michal Čupr bezwang er im ersten Gefecht Italien mit 43:38. Das Halbfinale gegen Japan ging zwar mit 37:45 verloren, dank des anschließenden 43:41-Erfolgs gegen Frankreich sicherten sich die Tschechen aber schließlich noch den Gewinn der Bronzemedaille.
Jurka ist der Enkel von Jaroslav Jurka, der 1976 und 1980 bei Olympia focht.